# 가미가타
가미가타(上方)는 에도 시대에 교토나 오사카 등의 기나이를 부르던 명칭이다. 넓은 의미로는 기나이를 포함한 긴키 지방을 가리키기도 한다.

## 개요
천황이 사는 곳(당시의 교토)를 "위"(上)라고 하는 것에서, 정치의 중심지인 에도(도쿄)에 대비하여 오래전부터 경제, 문화의 중심지를 가리키는 단어로 사용되었다. 